# 2509 Chukotka
2509 Chukotka eller 1977 NG är en asteroid i huvudbältet som upptäcktes den 14 juli 1977 av den rysk-sovjetiske astronomen Nikolaj Tjernych vid Krims astrofysiska observatorium på Krim. Den har fått sitt namn efter den ryska regionen Tjuktjien.
Asteroiden har en diameter på ungefär 16 kilometer och den tillhör asteroidgruppen Nysa.